# Condado de Nelson (Kentucky)
El condado de Nelson (en inglés: Nelson County), fundado en 1785, es uno de 120 condados del estado estadounidense de Kentucky. En el año 2020, el condado tenía una población de 46,738 habitantes y una densidad poblacional de 43 personas por km². La sede del condado es Bardstown.

## Geografía
Según la Oficina del Censo, el condado tiene un área total de 1098 km² (423,9 mi²), de la cual 1096 km² (423,2 mi²) es tierra y 3 km² (1,2 mi²) (0.34%) es agua.

### Condados adyacentes
- Condado de Spencer (norte)
- Condado de Anderson (noreste)
- Condado de Washington (este)
- Condado de Marion (sureste)
- Condado de LaRue (sur)
- Condado de Hardin (oeste)
- Condado de Bullitt (noroeste)

## Demografía
Según la Oficina del Censo en 2000, los ingresos medios por hogar en el condado eran de $39,010, y los ingresos medios por familia eran $44,600. Los hombres tenían unos ingresos medios de $32,015 frente a los $21,838 para las mujeres. La renta per cápita para el condado era de $18,120. Alrededor del 12.20% de la población estaban por debajo del umbral de pobreza.

## Localidades
| - Bardstown - Bloomfield - Boston - Chaplin - Coxs Creek | - Deatsville - Fairfield - Highgrove - Howardstown - Lenore | - Nazareth - New Haven - New Hope - Samuels - Trappist |